# Malcolm Simpson
Clarence Malcolm Simpson (nascido em 26 de setembro de 1933) é um ex-ciclista neozelandês que participava em competições de ciclismo de pista.

## Carreira
Sua única aparição olímpica foi nos Jogos Olímpicos de Verão de 1952 em Helsinque, onde terminou em décimo primeiro na corrida de 1 km contrarrelógio por equipes, e terminou em quinto competindo no tandem.